# 李元慶
李元慶（623年—664年），唐高祖李淵十六子，母劉婕妤，立为道王。
生年未有记载，从其异母兄弟李凤的年龄推测，当在622年或623年。623年，封漢王。625年，改封陳王。635年，任趙州刺史。636年，改封道王，任豫州刺史。649年，受实封千户。653年，任滑州刺史的治績被唐高宗得知，赐物二百段。历任徐州、沁州、衛州刺史。事母孝顺，母亲死后，请求亲自修建母亲墳墓，高宗安慰未许。664年去世，追贈司徒、益州都督，陪葬献陵。

## 家庭

### 妻妾
- 王妃戴氏，戴胄女
- 妾阎氏，生李诞

### 子女
- 嗣道王李诱
- 东安公、寿州刺史李询
  - 嗣道王、宗正卿李微
    - 嗣道王、宗正卿李链
      - 嗣道王李实
        - 李貞素
        - 李浔，字礼源，義武軍節度副使、檢校尚書户部郎中、兼御史中丞、賜紫金魚袋[1]
          - 李季随
          - 李季长
          - 李敬本
- 南康公李谅
  - 嗣南康郡公李崎
- 信安公李诩
- 广汉公李谧，？—永昌元年四月二十二日（689年5月16日）
- 鄱阳公李諲，？—永昌元年四月二十二日（689年5月16日），娶邓玄挺女
- 敷城公李诞，字大方，显庆五年（660年）—垂拱四年十一月一日（688年11月29日），娶王义立女
  - 右领军将军李璿
    - 李昙
      - 李洞清
- 鲁阳公李𧫚
- 修城公李𧪟

- 兵部尚书李辟强，李元庆十一世孙
  - 鸿胪卿李绍封
    - 李仁济
      - 李匡远，字圣文

    - 李允济
      - 李在愚

## 延伸閱讀
- 《旧唐書》卷六十四 列传第十四 道王元慶传
- 《新唐書》卷七十九 列传第四 道王元慶传